# Таємнича 1
Таємнича 1 — печера, що знаходиться в місті Чорткові Тернопільської області. Загальна довжина печери — 12 метрів.

## Історія відкриття
Перше повідомлення про печеру з'явилось в газеті «Голос народу» 16 серпня 2019 року Володимиром Добрянським — археологом Чортківщини.

## Дослідження
Загальна довжина 14 метрів та об’єм 0,7 м куб. Середня ширина проходів — 0,8, висота — 1,1 та ширина блоку порожнини — 5 метрів.
У неї два вікна у тупиках, а кінець ходу завалений камінням. Вхід до печери висотою 0,6 метра, який розташований під горизонтальним навісом шириною 2,5 та висотою 1,9 метра.
Дно встелене відкладами глини та дрібними уламками каменю-пісковику.
Стіни печери сухі, відсутня текуча вода та капіж, а волога та сніг може накопичуватися виключно у її вхідній частині.